# Tour Vauban (Rouen)
Pour les articles homonymes, voir Tour Vauban.
La tour Vauban est une immeuble implanté dans l'écoquartier Luciline (quartier ouest de Rouen), qui a vu le jour en 2012-2013 en bord de Seine. Elle a été inaugurée le 31 mars 2010. Elle a été conçue par le cabinet d’architecture Alain Elie à Mont-Saint-Aignan.
Cette tour, dont le maître d'ouvrage est la Matmut, a fini d'être construite fin 2009 et accueille des bureaux sur une surface de 12 000 m2. Elle est entièrement vitrée, offrant une vue incroyable sur la Seine, Rouen et Mont-Saint-Aignan. Elle fut la première tour « nouvelle génération » du quartier Luciline après la construction de la tour Thomas en 1975 (détruite en 2016). L'immeuble accueille depuis 2018 la chambre de commerce et d'industrie Rouen Métropole.